# Aventurile lui Smallfoot
Aventurile lui Smallfoot (titlu original: Smallfoot) este un film de animație și comedie din anul 2018 produs de studioul Warner Animation Group, Este regizat și scris de Karey Kirkpatrick și Jason Reisig. Vocile sunt asigurate de Zendaya, Channing Tatum, Danny DeVito, Gina Rodriguez și James Corden. În limba română vocile sunt asigurate de Smiley și Pavel Bartoș.

## Distribuție
- Channing Tatum - Migo
- James Corden - Percy Patterson
- Zendaya - Meechee
- Common - Stonekeeper
- LeBron James - Gwangi
- Gina Rodriguez - Kolka
- Danny DeVito - Dorgle
- Yara Shahidi - Brenda
- Ely Henry - Fleem
- Jimmy Tatro - Thorp
- Patricia Heaton - Mama Bear
- Justin Roiland - Garry
- Jack Quaid - Pilot